# スティーブ・アームストロング
スティーブ・アームストロング（Steve Armstrong、本名：Steven James、1965年3月16日 - ）は、アメリカ合衆国の元プロレスラー。ジョージア州マリエッタ出身。
父親はWWE殿堂者のボブ・アームストロング。WWEレフェリーのスコット・アームストロングと元WCWライトヘビー級王者のブラッド・アームストロングは兄、元WWF世界タッグ王者の "ロード・ドッグ" ジェシー・ジェームズことブライアン・アームストロングは弟である。

## 来歴
1983年、父のボブ・アームストロングが主戦場としていたアラバマのサウスイースタン・チャンピオンシップ・レスリングにてデビュー。トミー・リッチの従兄弟という設定のジョニー・リッチとのタッグチームで売り出され、1984年から1985年にかけてはジェリー・スタッブス&アーン・アンダーソンとNWAサウスイースタン・タッグ王座を争った。
1987年、トレイシー・スマザーズを新パートナーに、NWAのフロリダ地区でサザン・ボーイズ（The Southern Boys）を結成。ベビーフェイスの若手コンビとして南部を主戦場に活躍し、1988年3月5日には古巣のアラバマにてロバート・フラー&ジミー・ゴールデンからNWAコンチネンタル・タッグ王座を奪取した。
同年7月には揃って新日本プロレスに初来日。軽快な空中殺法とイキのいいファイトスタイルで好評を博し、再来日となる11月の『'88ジャパンカップ・シリーズ』ではジョージ高野を加えたトリオでエリミネーション方式の6人タッグ・リーグ戦に出場した。
1990年、ヤング・ピストルズ（The Young Pistols）のチーム名でWCWに参戦し、ミッドナイト・エクスプレス（ボビー・イートン&スタン・レーン）やファビュラス・フリーバーズ（マイケル・ヘイズ&ジミー・ガービン）と抗争。1991年11月5日にはトッド・チャンピオン&チップ・ザ・ファイヤーブレーカーを破ってUSタッグ王座を獲得、翌1992年1月14日にロン・シモンズ&ビッグ・ジョッシュに敗れるまでタイトルを保持した。
スマザーズとのコンビ解散後、1992年9月よりカウボーイ・ギミックのランス・キャシディ（Lance Cassidy）に変身してWWFに登場。ハウス・ショーのミッドカードにおいて、テリー・テイラー、スキナー、リポマン、ザ・バーザーカー、アイアン・マイク・シャープなどの中堅ヒールから勝利を収めたが、翌1993年1月に短期間で離脱している。
WWF離脱後はジム・コルネットが主宰していたスモーキー・マウンテン・レスリングに参戦。スコット・アームストロングとの兄弟タッグで活動し、1993年から1995年にかけて、ロックンロール・エクスプレス、ヘブンリー・ボディーズ（トム・プリチャード&ジミー・デル・レイ）、ブルーズ・ブラザーズ、ブライアン・リー&クリス・キャンディードなどのチームと抗争を展開した。
その間、1994年8月に覆面レスラーのザ・ファルコン（The Falcon）として全日本プロレスに来日。ジ・イーグルとのマスクマン・コンビで活躍し、同年11月開幕の世界最強タッグ決定リーグ戦にも出場した。全日本には1995年2月まで、ザ・ファルコンのギミックで通算4回参戦している。
1996年からはスコットと共にWCWに移籍。ハーレム・ヒートやスタイナー・ブラザーズとも対戦したものの、選手層の厚かった当時のWCWではポジションを得られず、セミレギュラーの立場で2000年までジョバーを務めた。
セミリタイア後の2002年8月28日にはTNAに登場、父ボブ・アームストロングの別キャラクターだった覆面レスラーのザ・バレット（The Bullet）に扮し、ジェフ・ジャレットと対戦した。以降もアラバマのインディー団体に時折出場している。

## 得意技
- ミサイル・ドロップキック
- ダイビング・クロスボディ

## 獲得タイトル
サウスイースタン・チャンピオンシップ・レスリング
- NWAサウスイースタン・タッグ王座：3回（w / ジョニー・リッチ、トミー・リッチ、ザ・バレット）[3]
- NWAコンチネンタル・タッグ王座：1回（w / トレイシー・スマザーズ）[5]

チャンピオンシップ・レスリング・フロム・フロリダ
- NWAフロリダ・タッグ王座：1回（w / トレイシー・スマザーズ）[16]

ワールド・チャンピオンシップ・レスリング
- WCW USタッグ王座：1回（w / トレイシー・スマザーズ）[9]

オハイオ・ヴァレイ・レスリング
- OVW南部タッグ王座：1回（w / トレイシー・スマザーズ）